# Бігорський монастир
Бігорський (Іован-Бігорський) монастир в Македонії присвячений Іванові Хрестителю. Назва «Бігорський» пов'язана з монастирськими будівлями з вапняного туфу (македонською «Бігор»).
Монастир заснований 1020 року: за легендою монастир з'явився на тому місці, де чернець Іован виловив з річки Радика чудотворну ікону Івана Хрестителя.
В XVI столітті монастир був зруйнований турками. Після турецького панування на території монастиря залишилася лише невелика церква. Ікона Івана Хрестителя таємничим чином зникла і, за легендою, у повній цілості повернулася пізніше — на те ж місце, де знаходилась перед тим.
Відновлення монастиря почалося лише 1743 року ігуменом Іларіоном.
Іконостас монастирського храму вважається найвідомішим у Македонії. Він був створений в 1829 — 1835 роках. Його творці — Петро Філіпов-Гарката і його брат Марко з села Гарі, Макрарідж Фрковскі з села Галікнік та Аврам Диков з синами Вазілом та Філіпом із села Озоі. Іконостас розділений на шість чинів. Різьба являє собою рослинний орнамент. 1885 року був створений срібний оклад ікони Івана Хрестителя, в якому вона зберігається і понині.